# 10305 Grignard
10305 Grignard è un asteroide della fascia principale. Scoperto nel 1989, presenta un'orbita caratterizzata da un semiasse maggiore pari a 2,5583219 UA e da un'eccentricità di 0,1290711, inclinata di 5,65154° rispetto all'eclittica.
L'asteroide è dedicato a Fernand (Ferre) Grignard, cantautore folk e blues famoso negli anni '60.